# Kolendra
Kolendra (Coriandrum L.) – rodzaj roślin z rodziny selerowatych. Obejmuje w zależności od ujęcia dwa lub trzy gatunki. Występują one w południowo-zachodniej Azji, gdzie rosną w suchych, trawiastych murawach. W stanie świeżym mają nieprzyjemny zapach określany jako przypominający woń wydzielaną przez pluskwy.
Kolendra siewna będąca rośliną przyprawową, jest rośliną użytkową znaną od starożytności. Została szeroko rozpowszechniona na świecie w uprawie i na wszystkich kontynentach strefach umiarkowanych i strefie międzyzwrotnikowej stwierdzona została jako gatunek dziczejący. Największymi producentami są Maroko i Indie.

## Morfologia
Nagie rośliny zielne roczne lub dwuletnie. Liście pierzasto złożone jedno-, dwu- lub trzykrotnie. Kwiaty obupłciowe lub poligamiczne (obupłciowe i męskie), zebrane w baldach złożony. Kielich z wyraźnymi i trwałymi działkami. Płatki korony białe lub różowe, odwrotnie sercowate, wycięte i w wycięciu z łatką zagiętą do wnętrza kwiatu. Zewnętrzne płatki w baldaszku bardziej wydłużone i silniej wycięte. Owoce kulistawe i twarde – rozłupnie są mocno ze sobą spojone.

## Systematyka
Pozycja systematyczna
Rodzaj z rodziny selerowatych Apiaceae Lindl., w obrębie której należy do podrodziny Apioideae Seemann i plemienia Coriandreae.
Wykaz gatunków
- Coriandrum sativum L. – kolendra siewna
- Coriandrum tordylium (Fenzl) Bornm.